# Times Higher Education-QS World University Rankings
O termo Times Higher Education-QS University Ranking Mundial refere-se aos rankings publicados em conjunto, entre 2004 e 2009, pela Times Higher Education e a Quacquarelli Symonds (QS), ambas do Reino Unido. Depois da QS e da Times Higher Education terminarem a cooperação em 2010, a metodologia para estas classificações universitárias continuou a ser utilizado pelo seu desenvolvedor, a Quacquarelli Symonds. Desde 2010, estes rankings são conhecidos separadamente como QS World University Rankings, publicado pela U.S. News & World Report como "Melhores Universidades do Mundo", e Times Higher Education World University Rankings, publicado pela Times Higher Education com uma metodologia desenvolvida em parceria com a Thomson Reuters em 2010.
Estas classificações internacionais de universidades são as mais influentes e amplamente observadas, juntamente com a Classificação Acadêmica das Universidades Mundiais.